# Clima hipercontinental
El clima hipercontinental también llamado continental fuerte, yakuto o subártico extremo es un tipo de clima continental caracterizado por su severidad y grandes variaciones de temperatura, tanto diarias como anuales. Este clima es exclusivo de la región subpolar de Siberia, en el Extremo Oriente ruso, especialmente en la región de Yakutia (República de Sajá).
El clima continental fuerte es el más severo de los climas continentales debido a que presenta inviernos largos e hipergélidos (muy fríos) que pueden alcanzar temperaturas de hasta -65 °C. Los veranos son cortos y cálidos o frescos. Se encuentra aislado de los océanos y está bajo la influencia de áreas de alta presión, lo que implica que es un clima anticiclónico y de viento calmo, relacionado con el anticiclón de Siberia. Las precipitaciones pueden ser constantes o escasas y estacionales.
Posee el récord Guinness a la mayor variación de temperaturas habiéndose llegado a registrar en Verjoyansk -67.8 °C en invierno y 37.3 °C en verano, lo que supone una oscilación de 105,1 °C.
En su territorio se halla Oimiakón, conocida como la ciudad más fría del mundo. Curiosamente es también una de las ciudades más cálidas del hemisferio norte debido a su clima continental extremo, que hace que durante el invierno la temperatura llegue a los -60 °C y en el corto verano la temperatura alcance los 35 °C.
De acuerdo con la clasificación climática de Köppen, este clima extremo es Dd y está delimitado por las regiones en donde la temperatura media del mes más frío no es superior a −38 °C y en el mes más cálido son mayores de 10 °C. 
Como ejemplo, aquí se muestra a Yakutsk, que es la ciudad más grande construida sobre permafrost continuo y la mayoría de las casas están levantadas sobre pilotes de hormigón:
| Parámetros climáticos promedio de Yakutsk (1971 a 2000) | Parámetros climáticos promedio de Yakutsk (1971 a 2000) | Parámetros climáticos promedio de Yakutsk (1971 a 2000) | Parámetros climáticos promedio de Yakutsk (1971 a 2000) | Parámetros climáticos promedio de Yakutsk (1971 a 2000) | Parámetros climáticos promedio de Yakutsk (1971 a 2000) | Parámetros climáticos promedio de Yakutsk (1971 a 2000) | Parámetros climáticos promedio de Yakutsk (1971 a 2000) | Parámetros climáticos promedio de Yakutsk (1971 a 2000) | Parámetros climáticos promedio de Yakutsk (1971 a 2000) | Parámetros climáticos promedio de Yakutsk (1971 a 2000) | Parámetros climáticos promedio de Yakutsk (1971 a 2000) | Parámetros climáticos promedio de Yakutsk (1971 a 2000) | Parámetros climáticos promedio de Yakutsk (1971 a 2000) |
| Mes                                                     | Ene.                                                    | Feb.                                                    | Mar.                                                    | Abr.                                                    | May.                                                    | Jun.                                                    | Jul.                                                    | Ago.                                                    | Sep.                                                    | Oct.                                                    | Nov.                                                    | Dic.                                                    | Anual                                                   |
| ------------------------------------------------------- | ------------------------------------------------------- | ------------------------------------------------------- | ------------------------------------------------------- | ------------------------------------------------------- | ------------------------------------------------------- | ------------------------------------------------------- | ------------------------------------------------------- | ------------------------------------------------------- | ------------------------------------------------------- | ------------------------------------------------------- | ------------------------------------------------------- | ------------------------------------------------------- | ------------------------------------------------------- |
| Temp. máx. abs. (°C)                                    | -5.8                                                    | -2.2                                                    | 8.3                                                     | 18.8                                                    | 31.1                                                    | 35.1                                                    | 37.4                                                    | 35.4                                                    | 27.0                                                    | 16.9                                                    | 3.9                                                     | −2.5                                                    | 37.4                                                    |
| Temp. máx. media (°C)                                   | −35.3                                                   | −29.8                                                   | −14.8                                                   | 0.5                                                     | 12.9                                                    | 22.4                                                    | 25.4                                                    | 21.5                                                    | 11.5                                                    | −4.1                                                    | −24.2                                                   | −34.3                                                   | -4                                                      |
| Temp. media (°C)                                        | −39.0                                                   | −34.5                                                   | −22.3                                                   | −6.1                                                    | 6.7                                                     | 15.4                                                    | 18.7                                                    | 15.0                                                    | 5.8                                                     | −8.3                                                    | −28.7                                                   | −38.0                                                   | -9.6                                                    |
| Temp. mín. media (°C)                                   | −42.8                                                   | −40.0                                                   | −30.0                                                   | −12.9                                                   | 0.4                                                     | 8.6                                                     | 11.7                                                    | 8.8                                                     | 0.5                                                     | −12.9                                                   | −33.2                                                   | −41.7                                                   | −14.1                                                   |
| Temp. mín. abs. (°C)                                    | −60.6                                                   | −59.8                                                   | −54.9                                                   | −41.0                                                   | −21.6                                                   | −5.4                                                    | −1.5                                                    | −7.8                                                    | −17.1                                                   | −40.9                                                   | −49.6                                                   | −56.9                                                   | −64.4                                                   |
| Precipitación total (mm)                                | 9                                                       | 8                                                       | 7                                                       | 8                                                       | 20                                                      | 35                                                      | 39                                                      | 37                                                      | 31                                                      | 18                                                      | 16                                                      | 10                                                      | 238                                                     |
| Días de precipitaciones (≥ 1.0 mm)                      | 2.1                                                     | 2.0                                                     | 1.9                                                     | 2.9                                                     | 3.8                                                     | 7.3                                                     | 6.5                                                     | 6.0                                                     | 5.3                                                     | 6.1                                                     | 5.7                                                     | 4.1                                                     | 53.7                                                    |
| Horas de sol                                            | 18.6                                                    | 98.0                                                    | 232.5                                                   | 273.0                                                   | 303.8                                                   | 333.0                                                   | 347.2                                                   | 272.8                                                   | 174.0                                                   | 105.4                                                   | 60.0                                                    | 9.3                                                     | 2227.6                                                  |
| Humedad relativa (%)                                    | 76                                                      | 76                                                      | 70                                                      | 60                                                      | 54                                                      | 57                                                      | 62                                                      | 67                                                      | 72                                                      | 78                                                      | 78                                                      | 76                                                      | 68.8                                                    |
| Fuente n.º 1: Pogoda.ru.net                             |                                                         |                                                         |                                                         |                                                         |                                                         |                                                         |                                                         |                                                         |                                                         |                                                         |                                                         |                                                         |                                                         |
| Fuente n.º 2:                                           |                                                         |                                                         |                                                         |                                                         |                                                         |                                                         |                                                         |                                                         |                                                         |                                                         |                                                         |                                                         |                                                         |